# Enfermedades vasculares
Las enfermedades cardiovasculares producen más de la tercera parte de las muertes en las naciones desarrolladas en el mundo. La principal causa de estas enfermedades es una alteración de las arterias llamada aterosclerosis, que es una variedad de arteriosclerosis.

## Enfermedades de las arterias
Las enfermedades que afectan a las arterias producen trastornos en:
- El revestimiento arterial
- Los músculos (dilatación o contracción)
- La pared: endurecimiento o debilitamiento que producen arterioesclerosis o aneurisma.

### Apoplejía
El ataque de apoplejía se produce como resultado de lesión en cierta parte del cerebro debido a la interrupción de la provisión normal de sangre.
La interferencia en la provisión de sangre puede deberse a:
- La formación de un  trombo o coágulo en una arteria
- Un émbolo o fragmento flotante de coágulo sanguíneo fijado en una arteria cerebral
- Una hemorragia cerebral causada por la ruptura de la pared de una arteria.

Aunque el comienzo de un ataque de apoplejía es repentino, la causa subyacente, casi siempre la aterosclerosis, generalmente se ha desarrollado durante un tiempo prolongado.
Generalmente un ataque intenso de apoplejía es precedido por ciertas señales de advertencia. Se las llama ataques isquémicos transitorios o miniataques, y se cree que están asociados con cambios vasculares como la formación de pequeños coágulos (trombos) o espasmos de los conductos (constricción de los vasos sanguíneos o vasoespasmos). También ciertas formas de migraña pueden producir síntomas parecidos. Los síntomas pueden incluir enturbamiento o perdida de la visión, dificultad para hablar, debilidad o parálisis en un lado de la cara o el cuerpo, mareos y pérdida de la audición.

### Enfermedad de Buerger (tromboangitis obliterante)
La enfermedad de Buerger es una inflamación recurrente de la túnica íntima de los vasos sanguíneos. Se presenta con más frecuencia en las arterias que en las venas, y afecta los pies más que los brazos. Causa trombosis (formación de coágulos dentro de los vasos) que ocluyen parcial o totalmente el conducto afectado. Esto disminuye el flujo sanguíneo. Esta extraña enfermedad ocurre con más frecuencia en varones de 20 a 40 años de edad, y casi siempre afecta a los fumadores de cigarrillos. La causa no es conocida, pero aparentemente existe un factor hereditario y posiblemente una reacción a algún componente del humo del cigarrillo.De la población de Guatemala el 15% de adultos sufre esta enfermedad.[cita requerida]
Aunque la enfermedad de Buerger afecta a las cuatro extremidades, ataca con más frecuencia las piernas. El miembro se siente frío, dolorido y sensible, y con frecuencia adquiere un aspecto rojizo manchado. El pulso se siente muy poco o nada. En los casos graves, se desarrollan úlceras e incluso gangrena.

### Enfermedad de Raynaud (síndrome de Raynaud)
En la enfermedad de Raynaud, la estimulación nerviosa que se produce a través del sistema autónomo reduce la circulación de la sangre en las arterias. Esta estimulación hace que los músculos de las paredes de las arterias pequeñas se contraigan, lo que produce espasmos arteriales. El frío, los trastornos emocionales y la absorción de la nicotina del tabaco inician la constricción de los vasos sanguíneos. Esta enfermedad afecta las manos más que los pies y ocurre con mayor frecuencia en las mujeres que en los hombres.[cita requerida]
Cuando este mal se presenta como complicación de alguna otra enfermedad, se denomina síndrome de Raynaud. Estas afecciones incluyen la enfermedad de Buerger, la artritis reumatoide y el esclerodermia (endurecimiento de la piel).[cita requerida]
Los ataques incluyen típicamente entumecimiento, hormigueo, descoloramiento y a veces dolor. En los casos graves la piel y el tejido subyacente de los dedos se tornan secos y se encogen, y ocasionalmente surgen puntos gangrenosos.[cita requerida]

## Enfermedades de las venas
La enfermedad venosa crónica es la más frecuente de las enfermedades venosas. Afectan amplios sectores de la población y aumenta con la edad. En estudios recientes se habla de una prevalencia de hasta el 80%. Es más frecuente en la población de más de 60 años y de predominio  en las mujeres.
En sus factores de riesgo se incluyen estar mucho de tiempo de pie o sentado, y ubicarse en climas cálidos, entre otros. Su aparición en el embarazo (factores hormonales y compresivos) se comprueba en más del 50 por ciento de las mujeres, aumentando la probabilidad en las multíparas.
Dentro de la clasificación clínica de la enfermedad venosa crónica de miembros inferiores se observan 6 etapas donde puede o no haber síntomas: Ausencia de signos (C0),  telangiectasias o venas en forma de araña (C1),  várices en miembros (C2), edema (C3), cambios en la piel (C4), cicatrices de úlceras (C5), presencia de úlceras venosas activas (C6).
Se habla de insuficiencia venosa crónica a partir de la etapa C3.
La presencia de dilatación, alargamiento y tortuosidad del sistema venoso se designa con el nombre de varices. Al utilizar este término nos referimos sobre todo a la afectación del sistema venoso superficial de las extremidades inferiores, si bien existen otros tipos de várices en otras partes del organismo.
Las molestias más frecuentes son la sensación de pesadez y dolor de piernas. 
- Datos: Q1266890
- Multimedia: Vascular diseases / Q1266890